# Victim of Love (canción de Bryan Adams)
«Victim Of Love» es una canción del cantante canadiense Bryan Adams producida y lanzada en el disco del año de 1987 Into The Fire. Fue escrita por Bryan Adams y Jim Vallance.
Fue publicada como tercer sencillo.
La canción trata sobre como un hombre es preso del rencor y las heridas que le ha traído un amor pasado.
- Datos: Q6161463